# His Last Dollar
His Last Dollar é um filme mudo norte-americano de 1910, do gênero comédia, dirigido por D. W. Griffith. O filme foi produzido e distribuído por Biograph Company.